# Emicocarpus fissifolius
Emicocarpus fissifolius är en oleanderväxtart som beskrevs av Karl Moritz Schumann och Schltr.. Emicocarpus fissifolius ingår i släktet Emicocarpus och familjen oleanderväxter. Inga underarter finns listade i Catalogue of Life.